# Дане (Рибниця)
Дане (словен. Dane) — поселення в общині Рибниця, регіон Південно-Східна Словенія, Словенія.
Невелика придорожня каплиця-святиня у східній частині поселення датується 19 століттям.